# Elohim (album d'Alpha Blondy)
Pour les articles homonymes, voir Elohim (homonymie).
Albums de Alpha Blondy
Yitzhak Rabin Merci
Elohim est le douzième album de Alpha Blondy. Il est sorti en 2000.

## Liste des titres
1. Black samouraï
2. Haridjinan
3. Les voleurs de la république
4. Dictature
5. La queue du diable
6. Journalistes en danger (Démocrature)
7. When I need you
8. Djeneba
9. Sabotage
10. Take no prisoner (Cannibalistic)
11. Lune de miel (Honeymoon)
12. Waïkiki rock
13. Petini go gaou
14. Mônin